# Костащук Микола Федорович
Микола Федорович Костащук (псевдо: Галаган, Мартин; нар. 1924, с. Тулова, Станиславівське воєводство, Польська Республіка — пом. 17 серпня 1945, с. Джурів, нині Коломийський район, Івано-Франківська область) — український військовик, Провідник Чернівецького районового проводу ОУНР. 

## Життєпис
Микола Костащук народився у селі с. Тулова, нині Коломийський район, Івано-Франківська область.  
Член Снятинського повітового проводу Юнацтва ОУНР, пропагандист військової референтури Буковинського окружного проводу ОУНР (05.-літо 1944), референт СБ Вижницького повітового проводу ОУНР, референт СБ «гірського» повітового проводу ОУНР (04-05.1945), референт СБ Буковинському окружного проводу ОУНР (листопад 1944-17 серпня 1945), провідник Чернівецького надрайонового проводу ОУНР.
Загинув 17 серпня 1945 року  у бою з військами МДБ під час переходу на Коломийщину. 